# Arcangelo Raffaele con Tobia, san Leonardo e il donatore Leonardo di Lorenzo Morelli
L'Arcangelo Raffaele con Tobia, San Leonardo e il donatore Leonardo di Lorenzo Morelli è un dipinto a olio su tavola dell'artista italiano Andrea del Sarto, datato intorno al 1512 circa e oggi custodito al Kunsthistorisches Museum di Vienna (Austria).

## Storia
Il dipinto venne realizzato intorno al 1512 da Andrea del Sarto, che ottenne questa commissione dal mercante di seta Leonardo di Lorenzo Morelli, che voleva una pala d'altare da collocare nella cappella di famiglia nella chiesa di Santa Lucia a Settimello, vicino a Firenze.
Successivamente, prima del 1634, l'opera venne donata dalla stessa famiglia Morelli a quella dei Medici. Infatti esso risulta in due inventari, rispettivamente del 1637 e del 1663, della Galleria Palatina di Palazzo Pitti. Poi, nel 1695 risulta nell'inventario di Poggio Imperiale e, ancora, nel 1783 risulta invece collocato nella Tribuna della Galleria degli Uffizi di Firenze. Pochi anni dopo quest'ultimo spostamento, nel 1792 avvenne infine uno scambio da Firenze a Vienna, dove il quadro è custodito tutt'oggi nell'austriaco Kunsthistorisches Museum.
Per preparare il suo ritratto, Andrea studiò il Morelli dal vero. Uno studio preparatorio della testa del committente è oggi custodito dal 10 luglio 1936 nella Collezione Frits Lugt della Fondazione Custodia di Parigi e si tratta di un disegno a carboncino su carta (31.5 x 24.5 cm) datato al 1511-1512 circa; sul verso dello stesso foglio è invece rappresentato a sanguigna un cavallo, con la gamba sinistra del suo cavaliere in armatura. In passato lo stesso disegno sul recto era stato erroneamente collegato alle due Assunzioni della Vergine (Assunta Panciatichi e Assunta Passerini) custodite nel fiorentino Palazzo Pitti, paragonandolo alla figura di Giovanni l'Apostolo, presente e situato a sinistra in entrambi i dipinti.

## Descrizione
L'opera è un dipinto ad olio su tavola che misura in altezza 178 cm e in larghezza 153 cm, con la porzione superiore curva e terminate ad arco. Incorniciato il dipinto misura 191.3 cm in lunghezza, 166.3 cm larghezza e 9.7 cm in profondità.

### Tema della composizione
La storia narrata nella raffigurazione pittorica è un tema folcloristico molto caro ai Fiorentini e raggiunse il suo apice nella fiorente Firenze del XV secolo.
Secondo il Libro di Tobia dell'Antico Testamento, l'Arcangelo Raffaele accompagnò il giovane Tobia in un viaggio, che quest'ultimo intraprese per aiutare il padre divenuto cieco. Un giorno i due si misero a riposare sulla sponda di un fiume, quando all'improvviso un enorme pesce emerse dalle onde. Raffaele consigliò a Tobia di catturarlo e di preservarne le interiora. La fiele del pesce verrà usata in seguito da Tobia, suo rientro, per curare gli occhi ciechi di suo padre.

### Analisi dettagliata della composizione
Nel dipinto, l'alato Raffaele si staglia al centro della composizione, vestito con una lunga tunica grigiastra e avvolto da uno sgargiante mantello verde e tiene con la sua mano sinistra quella destra del giovane Tobia, mentre con l'altra mano tiene una scatolina dorata.
Il giovane, che è situato proprio alla sinistra dell'arcangelo, fissa a bocca aperta Raffaele ed è vestito nella parte superiore con una gavardina blu e un'altra veste al disotto di questa, visibile dalle maniche color rossiccio; mentre nella parte inferiore è vestito con delle aderentissime calzebrache rosse e degli stivali rifiniti con laccetti blu-verdi; ancora, Tobia porta un copricapo rigido e tiene legata in vita una lunga fascia bianca con la quale è avvolto anche il pesce che tiene con la mano sinistra, che è simile a una carpa comune (Cyprinus carpio) e che è di gran lunga molto più piccolo dell'enorme pesce presente nel racconto.
Invece, alla desta dell'arcangelo, è presente un santo vestito con una lunga e pesante veste rossa con maniche molto larghe. Questo vestito ha nella zona del petto e delle maniche delle larghe bande in damasco verde, poi ha il colletto di colore nero, dal quale spuntano delle nappe verdi che scendono sul petto e sulla schiena; ancora, sono presenti anche varie rifiniture dorate e anche una rifinitura sfrangiata in verde sull'orlo laterale e inferiore della veste, che si apre ai lati e corre dai fianchi sino all'altezza della caviglia con quest'ultima rifinitura; infine, è visibile una altra veste bianca al disotto di quella rossa e che scende sino ad arrotolarsi al suolo. Il santo è identificato con Leonardo di Noblac, poiché quest'ultimo è tipicamente raffigurato come un abate che tiene delle manette e un vangelo, che sono anche gli oggetti che il santo in questione tiene tra le mani nel dipinto.
Ancora, alla destra del santo è inginocchiato il committente dell'opera, Leonardo di Lorenzo Morelli. Il Morelli è raffigurato di profilo a guardare il divino in preghiera ed è vestito con un lucco rosso foderato internamente da una pelliccia maculata color marrone, al cui sotto sono visibili altri due indumenti, con il primo marrone anch'esso e il secondo bianco, visibile solo da una lembo fuoriuscente dal colletto del precedente vestito marrone.
Infine, l'ultima figura è un piccolo Cristo che porta dinamicamente la sua croce, spuntando al centro da un gruppo di nuvole nella zona superiore dell'opera pittorica.
Ultimo elemento, non antropomorfo, è un piccolo cagnolino situato ai piedi di Tobia, precisamente alla sua sinistra.
La dinamicità e la drammaticità del dettaglio del Cristo sono di importante rilievo poiché denotano il caratteristico stile di Andrea del Sarto, che, insieme ai suoi allievi Pontormo e Rosso Fiorentino, fu uno dei primi artisti fiorentini ad abbandonare i principi dell'Alto Rinascimento, incentrati su una composizione calma ed equilibrata, una colorazione armonica e la ricerca della bellezza ideale, affacciandosi così al Manierismo.